# Uh-Ohhh!
Uh-Ohhh! è un brano musicale del rapper statunitense Ja Rule, pubblicato come primo singolo estratto dall'album The Mirror e pubblicato il 1º agosto 2007. Il singolo è arrivato alla sessantanovesima posizione della classifica Billboard Hot R&B/Hip-Hop Songs. Il brano figura la partecipazione del rapper Lil Wayne.

## Tracce
Promo CD
1. Uh-Ohhh! (featuring Lil Wayne) (Radio Rip) - 3:49
2. Uh-Ohhh! (featuring Lil Wayne) (Album Version) - 3:47
3. Uh-Ohhh! (Instrumental)

## Classifiche
| Classifica (2007)                    | Posizione più alta |
| ------------------------------------ | ------------------ |
| U.S. Billboard Hot R&B/Hip-Hop Songs | 69                 |